# Ковалёв, Ермолай Иванович
Ермолай Иванович Ковалёв (26 марта 1913, Павлоградский уезд, Екатеринославская губерния — 1 февраля 1984, Макеевка, Донецкая область) — бригадир комбайновой бригады шахтоуправления № 8 — 9 треста «Красногвардейскуголь» Министерства угольной промышленности Украинской ССР, Сталинская область. Герой Социалистического Труда (1957).

## Биография
Родился в 1913 году в крестьянской семье в одном из сельских населённых пунктов Павлоградского уезда (сегодня — Петропавловский район Днепропетровской области). После получения начального образования трудился на угольных шахтах Донбасса до призыва в Красную Армию по мобилизации. С 1943 года участвовал в Великой Отечественной войне. Воевал телефонистом в составе 7-й батареи 129-го гвардейского артиллерийского полка. После демобилизации возвратился на Украину. Трудился шахтёром в тресте «Макеевуголь». С ноября 1952 года — в тресте «Красноармейскуголь». Позднее был назначен бригадиром комбайновой бригады шахтоуправления № 8 — 9.
Бригада шахтёров под его руководством ежегодно показывала высокие трудовые результаты. Досрочно выполнила коллективное социалистическое соревнование и плановые задания Пятой пятилетки (1951—1955). Указом Президиума Верховного Совета СССР от 26 апреля 1957 года удостоен звания Героя Социалистического Труда за «получение высоких урожаев пшеницы и подсолнечника в 1949 году» с вручением ордена Ленина и золотой медали «Серп и Молот» (№ 7661).
После выхода на пенсию проживал в Макеевке. Умер в феврале 1984 года.
Награды
- Герой Социалистического Труда
- Орден Ленина
- Орден Трудового Красного Знамени (28.10.1949)
- Медаль «За отвагу» (02.09.1944)
- Медаль «За трудовое отличие»